# 올림픽 엠블럼

올림픽 심벌

올림픽이 열릴 때마다 그 대회 때는 올림픽 엠블럼(Olympic emblem)이 있으며 이것은 올림픽 때마다 보이는 5개의 원을 엇갈리게 배치한 것과 하나 이상의 개성넘치는 구성요소를 말한다. 올림픽 엠블럼은 올림픽이 매 회 열릴때마다 그 대회가 열리는 개최국의 국가 올림픽 위원회나 올림픽 조직 위원회의 제안을 받고 만들어진다. 또한 국제 올림픽 위원회에게는 올림픽을 위해서 올림픽 엠블럼을 승인하는 것이 의무이다. 올림픽 엠블럼은 올림픽 스폰서가 홍보를 위해 모든 선수들의 옷에 부착하는 용도 등으로 사용될 수 있다. 모든 엠블럼의 권리는 IOC가 갖는다.

## 같이 보기
- 올림픽 포스터
- 올림픽 상징